# Stephanie Talbot
Pour les articles homonymes, voir Talbot (homonymie).
Stephanie Talbot, née le 15 juin 1994 à Katherine (Territoire du Nord, Australie), est une joueuse australienne de basket-ball. Elle évolue au poste d'arrière.

## Biographie
Pour sa première saison en WNBL en 2011-2012 après sa sortie de l'AIS, elle ne joue que quelques minutes avec les Adelaide Lightning, mais elle se révèle la saison suivante où à la faveur de blessures dans l'équipe, elle intègre le cinq de départ. Elle est élue rookie de l'année en WNBL pour 2013 avec des moyennes d'environ six points, cinq rebonds et trois passes décisives et une demi-finale pour le Lightning. Sa saison 2013-2014 est perturbée par une blessure qui la limite à 15 rencontres.
Elle est néanmoins choisie en 33e position de la draft WNBA 2014 par le Mercury de Phoenix.
Durant l'été 2014, elle signe un contrat de deux saisons avec les Canberra Capitals où elle continue sa progression. En 2014-2015, elle réussit cinq double-doubles avec des moyennes de 13,3 points, 8,0 rebonds et 3,0 passes décisives avec un pic à 28 points contre les Bendigo Spirit. Cette même saison, elle travaille son shoot avec Carrie Graf pour passer à une adresse à trois points de 44 % contre 29 % jusque-là dans sa carrière.
Durant l'été 2016, elle signe son premier contrat à l'étranger pour le club polonais de Gorzów. Aux côtés de l'ancienne niçoise Courtney Hurt, elle compte parmi les meilleures joueuses du championnat avec 15,5 points, 6,9 rebonds et 4 passes décisives en moyenne par match.
Durant l'été 2017, elle fait ses débuts en WNBA avec le Mercury de Phoenix (5,4 points et 3,5 rebonds en 21 minutes de moyenne par match à mi-juillet) et s'engage pour 2017-2018 avec le club français de l'USO Mondeville. En février 2018, elle est remerciée et remplacée par Kristen Mann. Revenant sur ce départ, l'entraîneur Romain L'Hermitte explique ses capacités n'étaient pas en cause mais ses facultés à encadrer et faire progresser les jeunes joueuses : « Avec Stéphanie, ce n’était pas un problème de talent. Seulement, elle ne pouvait pas remplacer une racine. Quand Kristen [Mann] est arrivée, on a retrouvé cette racine qu’on recherchait depuis le départ de KB Sharp ».
Elle effectue la saison WNBA 2018 avec le Mercury de Phoenix et inscrit 18 points lors de la dernière journée de la saison régulière face au Liberty.
Le 10 février 2021, elle est transférée au Storm de Seattle contre les droits de Sami Whitcomb.

## Équipe nationale
Elle est médaillée de bronze avec l'équipe australienne au Mondial U19 de 2013. Elle est élue dans le meilleur cinq de la compétition avec An des moyennes de 13,2 points, 7,8 rebonds et 5,3 passes décisives et nommée dans le meilleur cinq de la compétition aux côtés notamment d'Astou Ndour, Olivia Époupa et Breanna Stewart.
Après avoir été conviée en 2013 un premier entraînement avec les Opals, elle fait ses débuts en équipe nationale en 2015 pour une tournée en Europe, puis participe à la victoire sur la Nouvelle-Zélande qui qualifie l'Australie comme représentante de l'Océanie pour les Jeux de Rio. Elle est retenue dans la sélection pour l'olympiade.

## Palmarès

### En senior
- Championnat d’Océanie 2015
- Médaille de bronze aux Jeux olympiques de 2024 à Paris[14]

### Équipe de jeunes
- Championnat du monde de basket-ball féminin des moins de 19 ans 2013
- Championnat d’Océanie 2015 U18 en 2012
- Championnat d’Océanie 2015 U16 en 2009

## Distinctions personnelles
- WNBL Rookie of the Year Award 2013
- Meilleur cinq du Championnat du monde de basket-ball féminin des moins de 19 ans 2013